# Kolej linowo-terenowa w Tbilisi
Kolej linowo-terenowa w Tbilisi (gruz. თბილისის ფუნიკულიორი) – kolej linowo-terenowa zlokalizowana w zachodniej części stolicy Gruzji, Tbilisi, łącząca dzielnicę Mtatsminda ze wzgórzem o tej samej nazwie (730 m n.p.m.), na którym znajduje się park i kompleks rekreacyjny.

## Historia
Kolej została zbudowana w celu rozwinięcia funkcji rekreacyjnych na terenach leśnych Mtatsminda, kiedy to, w drugiej połowie XIX wieku poszerzono granice Tbilisi i rozpoczęto budowę miasta na wzór europejski. W tym czasie Mtatsminda była terenem niezamieszkanym i mało popularnym. Opinia mieszkańców miasta w kwestii budowy była zróżnicowana, pojawiały się m.in. głosy o gigantomanii i zbędnym luksusie takiego rozwiązania. Mimo kontrowersji podjęto decyzję o budowie, którą kierował belgijski konstruktor, Alphons Robi. Władze miejskie zatwierdziły jego projekt w lipcu 1900 roku. Zgodnie z umową belgijska spółka otrzymała prawo do eksploatacji kolei na okres 45 lat, a po jego upływie zobowiązała się przekazać prawa miastu. Ten sam dokument przewidywał budowę kolei elektrycznej pomiędzy Mtatsmindą a wsią Kojori. W 1908 roku Alphons Robie uzyskał pozwolenie na ułożenie torowisk do Kojori, jednak projekt ten nigdy nie doszedł do skutku.
Budowę rozpoczęto we wrześniu 1903 roku. W realizacji inwestycji brało udział wielu obcokrajowców: projekt techniczny został sporządzony przez francuskiego inżyniera A. Blancha, a opracowany architektonicznie przez tbiliskiego architekta polskiej narodowości, Aleksandra Szymkiewicza, autora projektów architektonicznych m.in. gmachu Teatru Rustaveli czy Sądu Najwyższego. Budową kierował belgijski inżynier I. Ragoler, wspomagany przez włoskiego inżyniera A. Fontanę-Rossiego, który zmarł w 1905 roku, wkrótce po ukończeniu linii. Za zgodą władz miasta uruchomiono linię tramwajową od dolnej stacji do Placu Erewan (obecny Plac Wolności). Budowa została ukończona w końcu roku 1904. Kolej oddano do użytku 27 marca 1905 roku o godzinie 10. Uroczystość upamiętnił na obrazie Niko Pirosmanishvili. Budowa kosztowała 4000 rubli.
Długość trasy wynosi 501 metrów (w połowie drogi znajduje się mijanka z peronami stacji pośredniej przy Panteonie Mtacminda). Kąt nachylenia wynosi 28–33 stopnie. Początkowo wagon składał się z trzech przedziałów, z których każdy mógł pomieścić ośmiu pasażerów. Wagon miał dwie platformy dla 24 pasażerów, które z czasem zostały przekształcone w przedziały i zainstalowano w nich długie ławki. Waga wagonu wynosiła do 250 pudów (4000 kilogramów). Górna stacja znajduje się na wysokości 727 m n.p.m., a dolna – na 460 m n.p.m. (różnica poziomów wynosi 267 m)
Pierwsza przebudowa nastąpiła w latach 1936–1938. Zamiast starego dworca wybudowano nowy, trzykondygnacyjny budynek. W 1937 zbudowano szeroką drogę kołową, która prowadziła na wzgórze Mtatsminda. Druga przebudowa kolei miała miejsce w latach 1968–1969 – wówczas przy dolnej stacji wybudowano nowy budynek w miejsce starego oraz przebudowano wagony. Państwowa Akademia Sztuki w Tbilisi przedstawiła oryginalny model konstrukcyjny nowego taboru. Liczba ludności Tbilisi i turystów odwiedzających miasto szybko rosła i kolej nie była w stanie sprostać znacznie większej frekwencji, w związku z czym zdecydowano się na budowę dodatkowej kolei linowej. W 1958 roku, z okazji 1500-lecia miasta, rozpoczęto budowę pierwszej kolei linowej w Gruzji. Została ona uruchomiona w październiku 1958 roku (obecnie jest nieczynna).

## Galeria

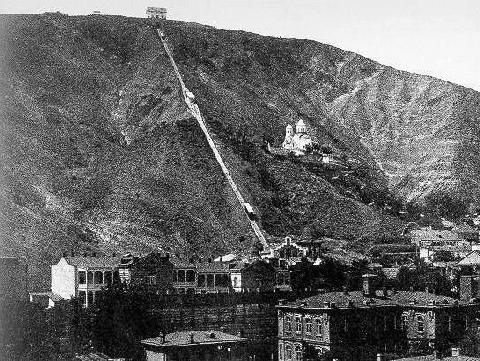
Kolej w 1905 roku
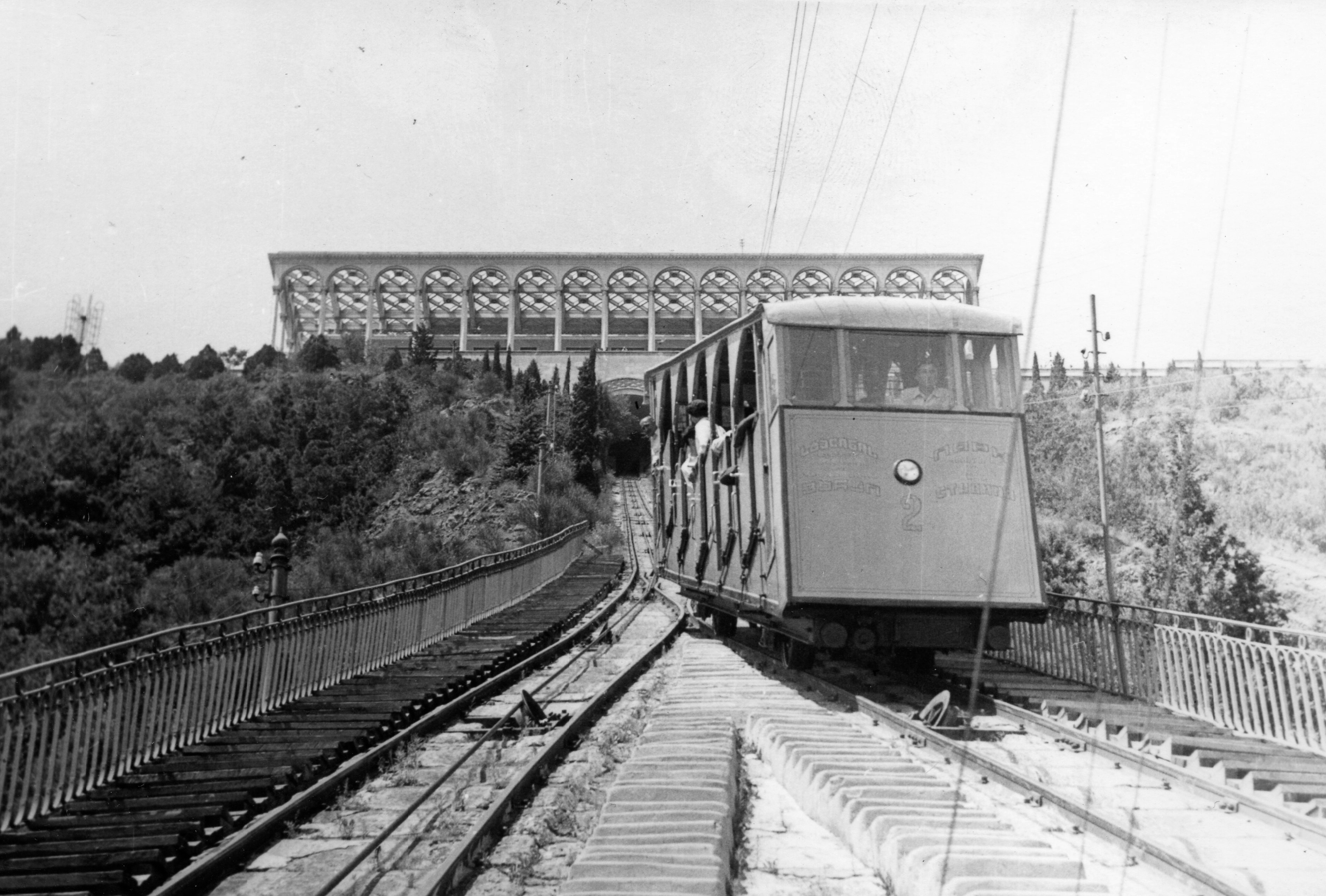
Stacja górna i wagon w 1960 roku
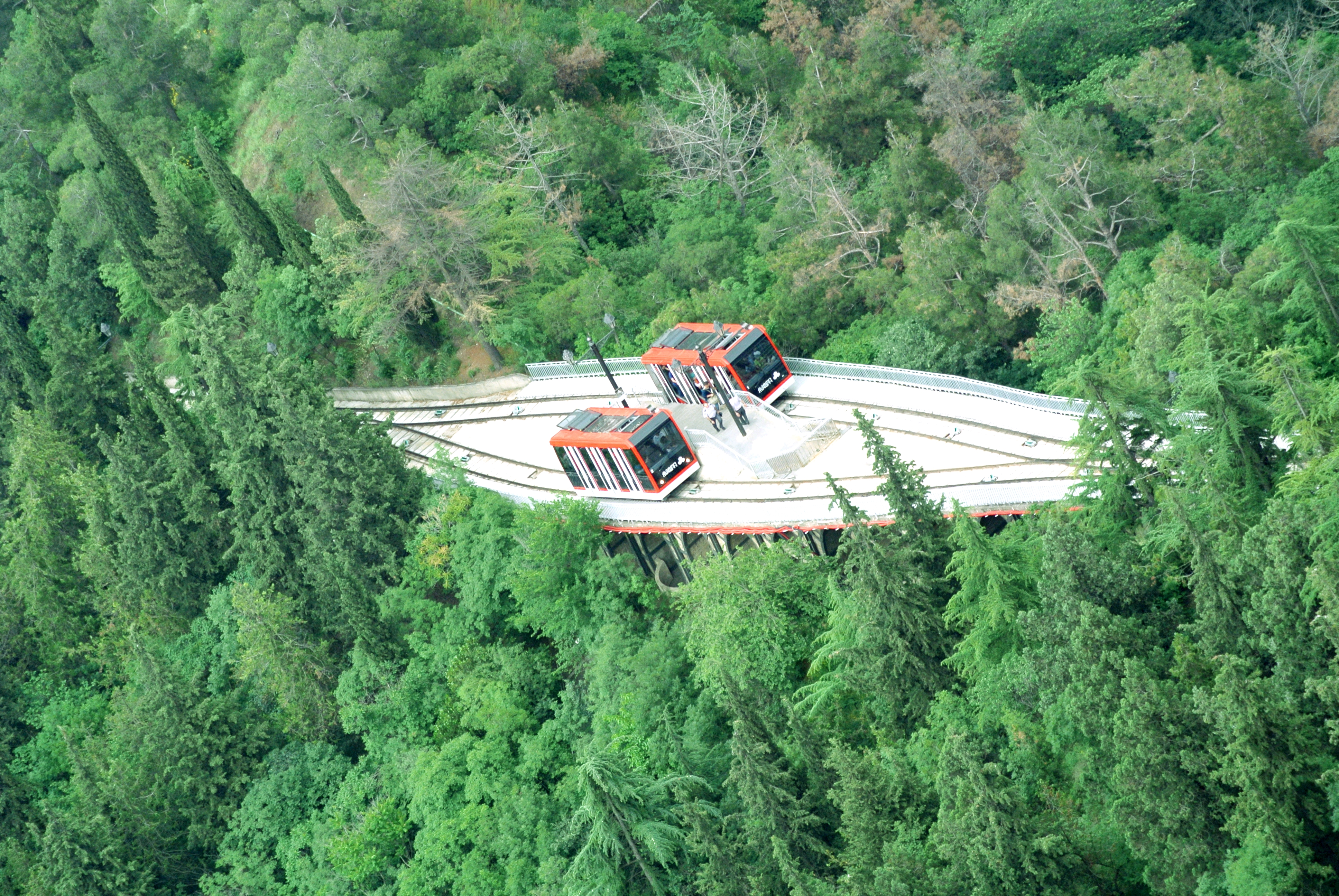
Mijanka i stacja pośrednia
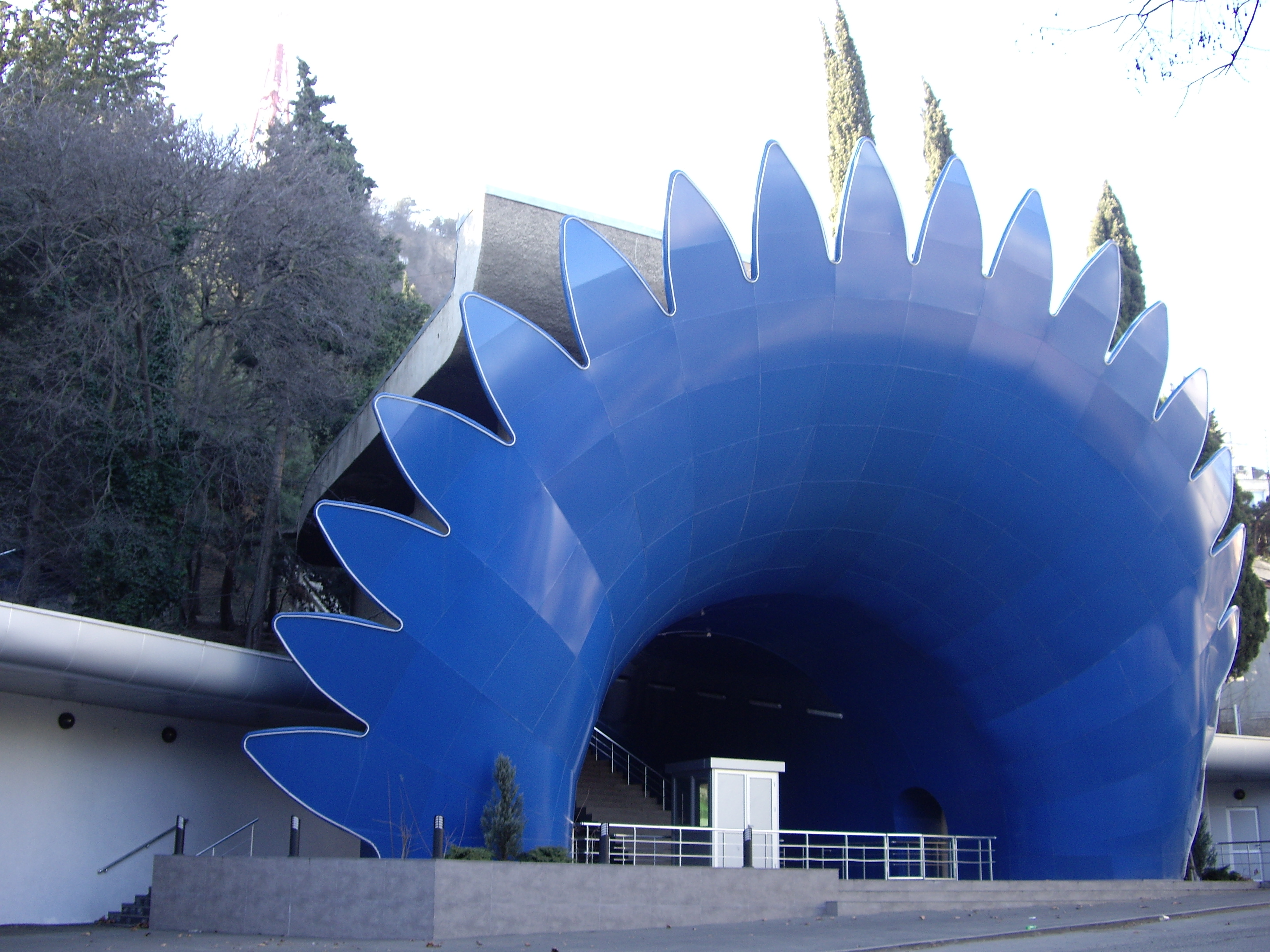
Stacja dolna w 2010 roku